# Cerochroa fulva
Cerochroa fulva es un coleóptero de la familia Chrysomelidae.
Fue descrita científicamente en 1921 por Laboissiere.